# Jean-Siffrein Maury
Jean-Siffrein Maury, francoski rimskokatoliški duhovnik, škof in kardinal, * 28. junij 1746, Valreás, † 10. maj 1817.

## Življenjepis
Leta 1769 je prejel duhovniško posvečenje.
24. aprila 1792 je bil imenovan za naslovnega nadškofa Nikeje in 1. maja istega leta je prejel škofovsko posvečenje.
21. februarja 1794 je bil imenovan za nadškofa (osebni naziv) škofije Montefiascone, povzdignjen v kardinala in imenovan za kardinal-duhovnika SS. Trinità al Monte Pincio. S škofovskega položaja je odstopil leta 1798.